# Ultratge d'Anagni

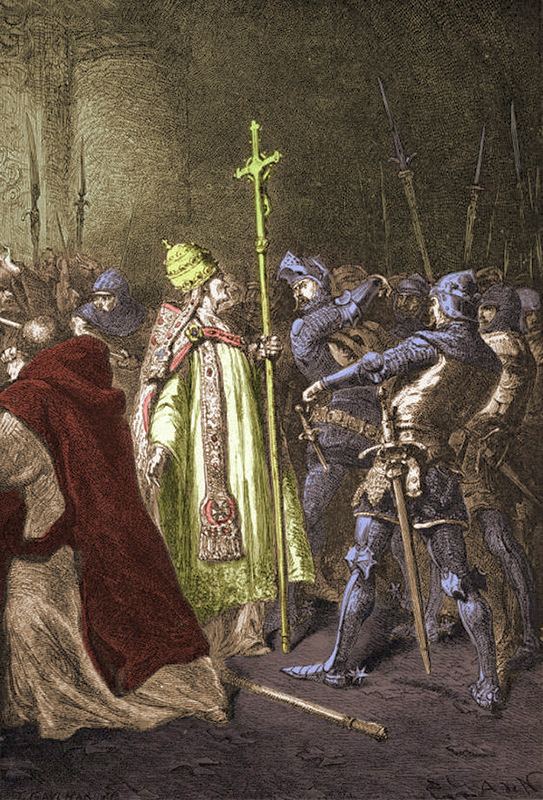
Dibuix que representa el moment de la suposada bufetada de Sciarra Colonna al papa.

L'ultratge d'Anagni o també la bufetada d'Anagni és un episodi succeït a la ciutat de Anagni el 7 de setembre de 1303. Actualment es creu que no es va tractar pròpiament d'una bufetada materialment donada, sinó més aviat d'un cop moral, tot i que alguns historiadors atribueixen a Sciarra Colonna l'acte de bufetejar al papa Bonifaci VIII. L'episodi va ser cantat per Dante en la Divina Comèdia on diu:
| «                           | Perché men paia il mal futuro e 'l fatto, veggio in Alagna intrar lo fiordaliso, e nel vicario suo Cristo esser catto. Veggiolo un'altra volta esser deriso; veggio rinovellar l'aceto e 'l fele e tra vivi ladroni esser anciso. | Perquè menys es vegi el mal futur i passat, veig a Anagni entrar la flor de lis, i en el seu vicari quedar Crist empresonat . El veig de nou sent burlat; veig renovar el vinagre i la fel, i entre vius lladres ser assassinat . | » |
| — Purgatori, Cant XX, 85-90 | | |   |

## Context

### El conflicte entre Bonifaci VIII i el rei de França
L'absolutisme monàrquic del rei de França,  Felip IV el Bell, teoritzat pels romanistes de la seva cort, no admetia cap poder exterior a la seva voluntat, de manera que xocà amb la doctrina teocràtica del papa Bonifaci VIII, que afirmava el dret pontifici sobre tots els homes, fins i tot els sobirans. L'enemistat entre el papa i el rei tingué el seu origen en les pretensions del sobirà de voler cobrar tributs als eclesiàstics del seu regne, per a sustentar les guerres que duia especialment contra Anglaterra. El pontífex escrigué una butlla la Clericis laics per mitjà de la qual prohibia, sota pena d'excomunió, que el clergat paguès tributs als reis sense el permís de la Santa Seu. El rei de França respoguè amb una decisió dràstica, retenint tot diners i or que de França enviava cap a Roma, per la qual cosa Bonifaci va haver de fer marxa enrere i tractar de reconciliar la situació. 
Malgrat els intents de reconciliació, la situació s'agreujà quan Felip IV fa arrestar el bisbe de Pamiers, Bernat de Saisset, que s'havia negat a pagar els tributs al rei. El sobirà l'acusà d'alta traïció, assumint una tasca que de per si, competia només al romà pontífex, la de jutjar als bisbes. Bonifaci entrà en còlera i amb la seva falta de tacte, carregà contra el rei confirmant el que havia dit a la "Clericis laics" per mitjà de la butlla Ausculta fili, on el papa confirmà el que havia estat tradició en l'Església catòlica, que tot cristià, encara que fos rei, estava sotmès a l'autoritat del romà pontífex. La butlla fou cremada a França i després fou redactat un document fals on es posaven en boca de Bonifaci les pretensions de fer-se amb la corona francesa, sotmetent-la no només espiritualment sinó també temporalment. Això va activar la identitat nacional dels francesos, negant tota possibilitat de poder a l'Església en territori francès. 

### La butllaUnam sanctam
En aquest punt del conflicte, Bonifaci va promulgar la butlla "Unam Sanctam" (1302), amb la qual es condemnaven les tesis de Felip el bell, que negava la potestat de l'Església en les coses temporals, ratione peccati, és a dir si el rei no estava a l'altura de comportar-cristianament: tot home, per assolir la salvació, s'ha de sotmetre necessàriament al Romà Pontífex . El text va desencadenar una tempesta entre els dos poders, Felip el va veure com un atemptat a la sobirania de França. mentre el papa pensava en la redacció d'una butlla per excomunicar el rei.
Malgrat la seva desmesurada consciència del poder pontifici, fins i tot en l'ordre temporal, Bonifaci VIII va negar enèrgicament haver volgut arrogar-se la sobirania terrenal per motius mundans. Va afirmar que s'havia atingut a la tesi fonamental de l'edat mitjana, segons la qual el papa podia (i havia) d'atenir-se només ratione peccati o, com ho expressava sant Tomàs d'Aquino, per la cura de les ànimes intervenir com a jutge en els assumptes polítics i temporals. Però, basant-se en aquest raonament, el papa va intervenir de fet en tots els assumptes d'Europa, i fracassava a tot arreu: a Alemanya, Sicília, Hongria, Escòcia, Bohèmia, Venècia, etc. Cal destacar també la confusió objectiva i terminològica que gravava en general aquesta tesi teocràtica. 

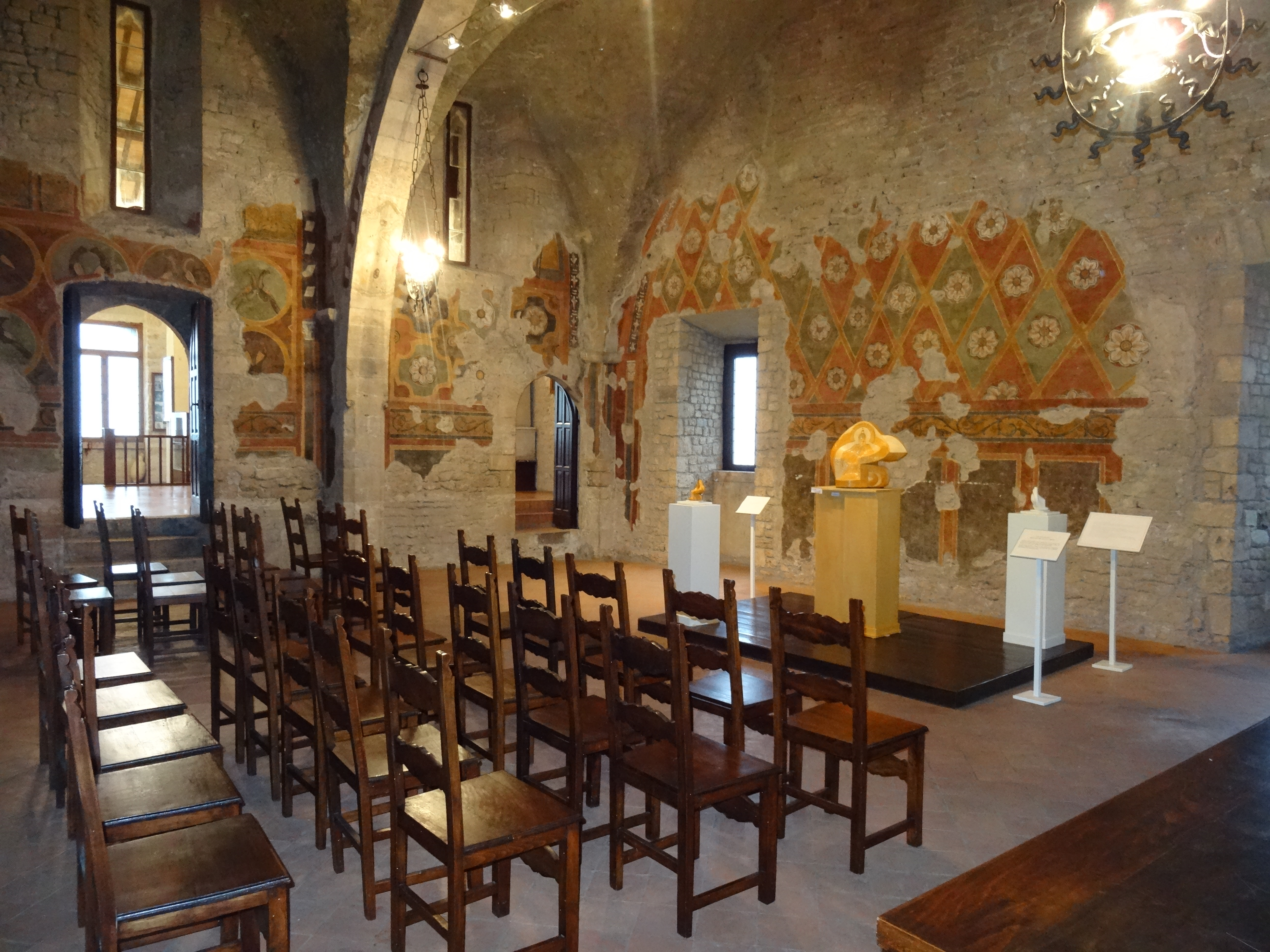
L'habitació en la qual es trobava el papa a Anagni.

## La resposta: l'atemptat d'Anagni
Sobre la base d'aquest domini universal del papa, el rei francès havia de ser excomunicat a Anagni el dia de la Nativitat de Maria (8 de setembre de 1303) i els seus súbdits declarats exempts del jurament de fidelitat (en aquesta església s'havia proclamat l'excomunió d'Alexandre III contra Frederic Barbarroja i la de Gregori IX contra Frederic II). Però Felip ja tenia un pla acordat amb els seus ministres per tal d'impedir la declaració de la butlla. 
El canceller de Felip IV,  Guillem de Nogaret, va aconsellar al rei una acció directa contra el papa. Amb la calúmnia, Nogaret va indisposar els ànims, al mateix temps al costat d'un acèrrim enemic de Bonifaci, Sciarra Colonna, es va presentar amb les seves tropes a la residència papal d'Anagni, va forçar la guàrdia del castell i en una escena humiliant va ultratjar el pontífex i el va fer presoner. En l'atac d'Agnani hi van morir alguns servents del papa, entre ells Gregori Bicskei, arquebisbe d'Estrigonia, que havia arribat del regne hongarès unes setmanes abans.
Nogaret va privar el papa Bonifaci d'aigua i menjar durant tres dies. La idea era fer-lo defallir i aconseguir que el papa dimitís del seu càrrec. Però el pontífex no es va doblegar i es va negar rotundament a fer-ho. Sembla que Sciarra Colonna, ple de ràbia i amb desitjos de venjança contra el papa, li va donar una bufetada amb un guant de ferro. No obstant això, la historiografia actual demostra que cap dels contemporanis de l'esdeveniment parla de la suposada bufetada. 
Els habitants d'Anagni, preocupats perquè la situació no se'ls escapés de les mans, van reaccionar davant els invasors i van obligar els francesos a retirar-se. El papa, agraït, els va beneir i va tornar a Roma. Un mes després de l'atemptat, l'11 d'octubre de 1303, el papa Bonifaci va morir, segons alguns, de pena moral a causa dels ultratges rebuts. 

## Conseqüències
Amb l'ultratge a Bonifaci VIII va començar un nou període del papat, una fase de crisi que va acabar amb la teocràcia papal característica de l'edat mitjana. Fins llavors. ningú no s'havia atrevit a actuar violentament contra un pontífex romà. Això va devaluar la figura moral del papat, més que no pas la figura política. El rei de França no va descansar fins a veure jutjat Bonifaci VIII, fins i tot després de la seva mort; per això es va imposar de seguida al successor d'aquest, qui va permetre el predomini del rei de França en les destinacions del govern de l'Església. Aquest fet va demostrar que l'actitud dels reis cap a la religió havia canviat radicalment. 
Els poders seculars, de reis com el de França, havien aconseguit el predomini sobre l'església en els seus respectius territoris, donant origen al concepte de les esglésies nacionals, i a la idea que, si un papa fallava, podria ser jutjat per un concili general (doctrina del conciliarisme).
D'altra banda, sorgeix el que s'anomena el "naixement de l'esperit laic". Signe simbòlic d'aquest esperit laic és la butlla d'or de 1356, que exclou tota intervenció del papa a la designació de l'emperador d'Alemanya, que va fer que l'imperi quedés 'apartat' del papat.
Alguns historiadors consideren que l'atemptat d'Anagni representa la fi de l'època medieval en la història de l'Església catòlica i l'inici d'una època nova. 